# Perlejewo (gromada)
Perlejewo – dawna gromada, czyli najmniejsza jednostka podziału terytorialnego Polskiej Rzeczypospolitej Ludowej w latach 1954–1972.
Gromady, z gromadzkimi radami narodowymi (GRN) jako organami władzy najniższego stopnia na wsi, funkcjonowały od reformy reorganizującej administrację wiejską przeprowadzonej jesienią 1954 do momentu ich zniesienia z dniem 1 stycznia 1973, tym samym wypierając organizację gminną w latach 1954–1972.
Gromadę Perlejewo z siedzibą GRN w Perlejewie utworzono – jako jedną z 8759 gromad – w powiecie siemiatyckim w woj. białostockim, na mocy uchwały nr 21/V WRN w Białymstoku z dnia 4 października 1954. W skład jednostki weszły obszary dotychczasowych gromad Perlejewo, Leszczka Duża, Leszczka Mała, Granne, Głęboczek, Twarogi Lackie, Twarogi Trąbnica, Miodusy Pokrzywne, Miodusy Dworaki i Miodusy Inochy ze zniesionej gminy Perlejewo w tymże powiecie. Dla gromady ustalono 27 członków gromadzkiej rady narodowej.
31 grudnia 1959 do gromady Perlejewo przyłączono wsie Kobyla i Leśniki oraz kolonię Głody ze zniesionej gromady Wojtkowice Stare, wsie Czarkówka Mała i Czarkówka Duża ze zniesionej gromady Skórzec oraz wsie Olszewo, Twarogi-Wypychy i Twarogi-Mazury ze zniesionej gromady Olszewo.
Gromada przetrwała do końca 1972 roku, czyli do kolejnej reformy gminnej. Z dniem 1 stycznia 1973 roku reaktywowano gminę Perlejewo.